# Светушка
Свету̀шка е квартал в северната част на град Трявна. Името на квартала произлиза от преминаващата през него малка река Светушка, която е наречена така, защото в близост до нея са нощували мощите на Свети Иван Рилски.
Построен е през втората половина на 20 век по времето на социализма за да обслужва основно нуждите на местния военен завод „Иван Йонков“, както и с панелни жилищни блокове за работещите в завода. В близост се намира SOS Kinderdorf – детското селище за деца в неравностойно положение. Игрището на основното училище в квартала „Професор Пенчо Николов Райков“ е своеобразен спортен център.
Кварталът свършва непосредствено до гората, което дава възможност за приятни разходки. На отсрещния склон се намира местността Балабановото, която в миналото е била ски писта. Имало е също така и ски-влек, от който са останали един железен стълб и няколко зъбни колелета. През зимата целият квартал е трудно проходим заради баира на който е разположен, но това го прави много удобен за импровизирани детски пързалки. Когато зимата е тежка се случва горските хищници да слязат близко до града за да търсят храна. През зимата на 2005 – 2006 г. в района над детското селище са забелязани глутница вълци.